# Энергетика Севастополя
Энергетика Севастополя — сектор экономики региона, обеспечивающий производство, транспортировку и сбыт электрической и тепловой энергии. По состоянию на середину 2021 года, на территории Севастополя эксплуатировались 4 электростанции общей мощностью 663,1 МВт, в том числе три тепловые электростанции и одна солнечная электростанция. В 2020 году они произвели 2680 млн кВт·ч электроэнергии.

## История
Начало использования электроэнергии в Севастополе относится к 1898 году, когда в эксплуатацию была введена электростанция, обеспечившая энергоснабжение севастопольского трамвая и уличного освещения. В 1910 году была построена городская электростанция в Балаклаве. Ныне её здание на улице Калича, 3 - выявленный памятник истории.
В 1929—1930 годах была построена линия электропередачи напряжением 66 кВ «Севастополь — Симферополь». В 1931 году в Балаклаве была введена в эксплуатацию ветроэнергетическая установка мощностью 100 кВт, крупнейшая на тот момент в мире. В том же году было организовано районное энергетическое управление «Крымэнерго», в состав которого вошло и энергетическое хозяйство региона. В 1937 году была пущена первая крупная электростанция региона — Севастопольская ГРЭС (ныне — Севастопольская ТЭЦ). В ходе Великой Отечественной войны Севастопольская ГРЭС и Балаклавская ветроэлектростанция были разрушены. ГРЭС была восстановлена в 1944—1951 годах, ветроэлектростанцию решили не восстанавливать.
В 2013 году была введена в эксплуатацию Севастопольская СЭС.
В 2014—2016 года, после аннексии Крыма и Севастополя Россией Украиной была де-факто была введена энергетическая блокада Крыма. В ходе ликвидации последовавшего за этим в регионе энергетического кризиса в Севастополь из Московской области, Краснодарского края и Владивостока были переброшены мобильные газотурбинные установки, на основе которых была создана Севастопольская МГТЭС. В 2015 году было начато строительство крупнейшей электростанции региона, Балаклавской ТЭС, энергоблоки которой были введены в эксплуатацию в 2018—2019 годах.

## Генерация электроэнергии
По состоянию на середину 2021 года, на территории Севастополя эксплуатировались четыре электростанции общей мощностью 663,1 МВт. В их числе три тепловые электростанции — Балаклавская ТЭС, Севастопольская ТЭС, Севастопольская МГТЭС, и одна солнечная электростанция — Севастопольская СЭС. Спецификой энергетики региона является резкое доминирование одной электростанции — Балаклавской ТЭС, обеспечивающей более 90 % производства электроэнергии.

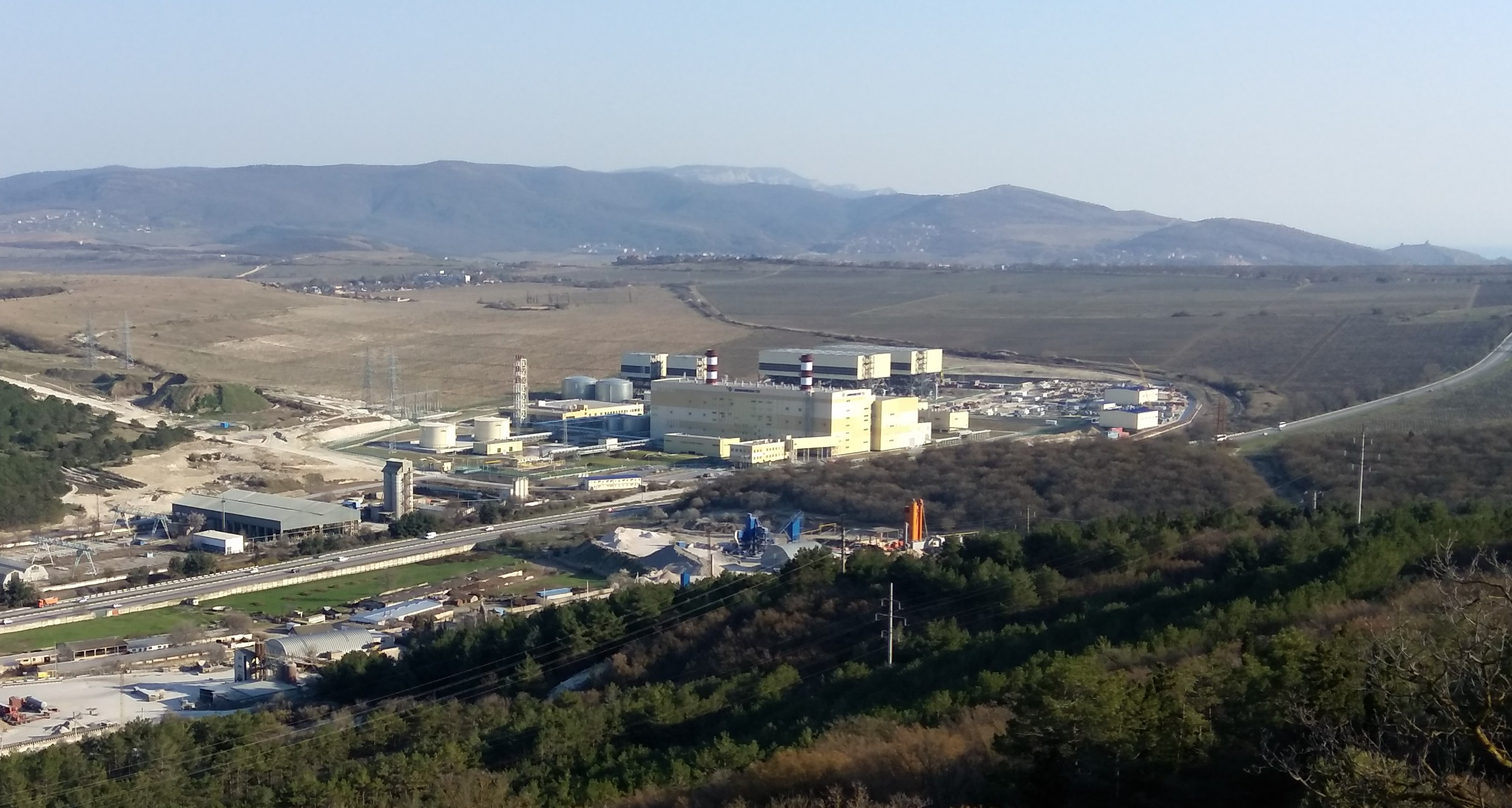
Балаклавская ТЭС, Крым

### Балаклавская ТЭС
На этапе строительства имела название Севастопольская ПГУ-ТЭС. парогазовая электростанция, в качестве топлива использует природный газ. Введена в эксплуатацию в 2018—2019 годах. Крупнейшая электростанция региона. Установленная электрическая мощность станции — 496,8 МВт, тепловой мощности не имеет. Оборудование станции скомпоновано в два энергоблока мощностью 245,4 МВт и 251,4 МВт. Каждый энергоблок состоит газотурбинной установки, паротурбинного турбоагрегата и котла-утилизатора. Принадлежит ООО «ВО „Технопромэкспорт“».

### Севастопольская ТЭЦ
Паротурбинная теплоэлектроцентраль, в качестве топлива использует природный газ. Один из источников теплоснабжения города, с 2019 года не вырабатывает электроэнергию, фактически работая в режиме котельной. Старейшая электростанция региона — турбоагрегаты станции введены в эксплуатацию в 1950—1956 годах, при этом сама станция работает с 1933 года. Установленная электрическая мощность станции — 33 МВт, тепловая мощность — 153,4 Гкал/час. Оборудование станции включает два турбоагрегата, мощностью 13 МВт и 20 МВт, три котлоагрегата и находящийся в консервации водогрейный котёл. Также на станции имеется газопоршневая когенерационная установка мощностью 1,5 МВт, находящаяся в нерабочем состоянии и не учитываемая в составе установленной мощности станции. Принадлежит ГУПС «Севтеплоэнерго»

### Севастопольская МГТЭС
Газотурбинная электростанция на базе мобильных установок, использует дизельное топливо. Работает в пиковом режиме с минимальной загрузкой. Введена в эксплуатацию в 2014 году. Установленная электрическая мощность станции — 129,3 МВт. Оборудование станции включает в себя шесть газотурбинных установок, одна мощностью 19,6 МВт, одна — 19,7 МВт и четыре — по 22,5 МВт. Принадлежит АО «Мобильные ГТЭС».

### Севастопольская СЭС
Солнечная электростанция, введена в эксплуатацию в 2013 году. Установленная электрическая мощность станции — 3 МВт. Принадлежит ООО «С.Энерджи — Севастополь».
В условиях отсутствия льготного тарифа существовавшего по законодательству Украины и рыночной конкуренции с традиционными видами генерации в России властями Севастополя станция признана неэффективной.

## Потребление электроэнергии
Потребление электроэнергии в Севастополе (с учётом потребления на собственные нужды электростанций и потерь в сетях) в 2020 году составило 1553 млн кВт·ч, максимум нагрузки — 297 МВт. Таким образом, Севастополь является энергоизбыточным регионом. В структуре энергопотребления лидирует население — 25 %, доля промышленности в энергопотреблении— 20 %. Функции гарантирующего поставщика электроэнергии выполняет ООО «Севэнергосбыт».

## Электросетевой комплекс
Энергосистема Севастополя области входит в ЕЭС России, являясь частью Объединённой энергосистемы Юга, находится в операционной зоне филиала АО «СО ЕЭС» — «Региональное диспетчерское управление энергосистемы Республики Крым и г. Севастополя» (Черноморское РДУ). Энергосистема региона связана с энергосистемой Республики Крым по двум ВЛ 330 кВ, одной ВЛ 220 кВ и двум ВЛ 110 кВ.
Общая протяженность линий электропередачи напряжением 6-330 кВ составляет 2084,4 км, в том числе линий электропередач напряжением 330 кВ — 32,2 км, 220 кВ — 15,6 км, 110 кВ — 135,6 км, 35 кВ — 74,7 км, 6-10 кВ — 1826,3 км. Магистральные линии электропередачи напряжением 220—330 кВ эксплуатируются ГУП РК «Крымэнерго», распределительные сети напряжением 110 кВ и менее — ООО «Севастопольэнерго» (в основном) и территориальными сетевыми организациями.

## Теплоснабжение
Теплоснабжение в Севастополе осуществляют Севастопольская ТЭЦ и 139 котельных. Общая тепловая мощность источников теплоснабжения, расположенных на территории Севастополя области, составляет 870 Гкал/ч, в том числе Севастопольской ТЭЦ — 153,4 Гкал/ч, котельных — 716,6 Гкал/ч. Производство тепловой энергии в 2020 году — 1241 Тыс. Гкал, в том числе Севастопольская ТЭЦ — 181 Тыс. Гкал, котельных — 1060 тыс. Гкал.